# Municipio de Pueblo Nuevo (Durango)
El municipio de Pueblo Nuevo es uno de los 39 municipios que conforman al estado mexicano de Durango ubicado al oeste y enclavado en las sierras. El nombre «Pueblo Nuevo» se dio a raíz de la emigración del grupo de pobladores que salieron del Real de Minas de San Diego del Río (hoy un pueblo fantasma), al lugar cercano (un “Cordón” más arriba del Real) al que llegaron, benévolo por su clima y colmado de frutas de la región y criollas. Ahí existieron asentamientos de indígenas tepehuanos que sembraban caña de azúcar, por lo que el lugar también era llamado "Pueblo de Cañas".

## Geografía
El municipio de Pueblo Nuevo se localiza al sureste del estado en las zonas elevadas de la Sierra Madre Occidental; limita al noreste con el municipio de San Dimas, al noreste y este con el municipio de Durango, al sureste con el municipio de Mezquital, al sur con el municipio de Huajicori del estado de Nayarit y al suroeste con el municipio de Mazatlán, el municipio de Concordia y con el municipio de Rosario del estado de Sinaloa. Tiene una extensión territorial de 6,178 kilómetros cuadrados..

### Orografía e hidrografía
Está ubicado totalmente en la Sierra Madre Occidental con la porción septentrional sobre las cumbres de la cordillera, que aquí se presentan como una inmensa planicie elevada de 2,500 a 2,600 metros sobre el nivel del mar, desgarrada por el cauce de las barrancas que rompen la meseta como verdaderas cortaduras, formando el sistema de mesas llamadas de El Salto y La Ciudad, que están cubiertas por el más hermoso bosque de pinos, el cual ha sido aprovechado desde tiempos remotos, y que lo será definitivamente si se lleva a cabo una adecuada explotación forestal.
La región tiene drenaje al pacífico en un 99.5% de acuerdo a los criterios del Plan Nacional Hidráulico, localizándose al norte la parte alta de la cuenca del río Presidio, con escurrimientos primarios generalmente temporales que originan sus principales afluentes como son los arroyos: "El Jaral", "Las Vegas" y "El Salto" que en conjunto forman la quebrada de San Juan.

### Clima
El clima es templado semifrío con áreas semisecas semifría y unas cuantas porciones subhúmedas semifrías. Las temperaturas extremas son de 36 °C y de -18 °C. Presenta una precipitación media anual de 1,300 milímetros, con régimen de lluvias en los meses de junio, julio agosto y septiembre, presentándose las primeras heladas en octubre y la última en junio. En los meses de diciembre y enero se registran nevadas, principalmente.

## Demografía
De acuerdo a los resultados del Conteo de Población y Vivienda realizado en 2005 por el Instituto Nacional de Estadística y Geografía, la población total del municipio de Pueblo Nuevo es de 47,104 personas, de las cuales 23,266 son hombres y 23,838 son mujeres.

### Localidades
En el censo de 2020 el municipio de Pueblo Nuevo contaba con 315 localidades.
| Código INEGI      | Localidad         | Población (2020) |
| ----------------- | ----------------- | ---------------- |
| 100230001         | El Salto          | 26 678           |
| 100230024         | La Ciudad         | 2 693            |
| 100230077         | San Jerónimo      | 1 152            |
| 100230055         | Mil Diez          | 1 054            |
| Otras localidades | Otras localidades | 19 692           |
| Total municipal   | Total municipal   | 51 269           |

## Política
El gobierno del municipio es ejercido por el Ayuntamiento, este está conformado por el presidente municipal, el Síndico municipal y el cabildo, integrado a su vez por nueve regidores, el Ayuntamiento es electo mediante planilla en elección universal, directa y secreta para un periodo de tres años, y no es renovable para le periodo inmediato, pero si de manera no continua, entra a ejercer su periodo el día 1 de septiembre del año de la elección.

### Subdivisión administrativa
La subdivisión del municipio se da en dos niveles, existiendo las Juntas Municipales y las Jefaturas de cuartel, ambas autoridades son electas mediante Asambleas Comunitarias para el mismo periodo de tres años que el Ayuntamiento. Las juntas municipales son tres, ubicadas en los poblados de mayor importancia que son La Ciudad, Pueblo Nuevo, Chavarría Nuevo y Mesa de San Pedro; las jefaturas de cuartel son 12, ubicadas en comunidades más pequeñas, y que son La Escondida, San Jerónimo, La Peña, San Francisco de Lajas, El Campamento, La Sierrita, San Franciscos Anexo Laguna, La Soledad Anexo Laguna, Jagüeyes, El Zapote, Pino Gordo y Los Brotos.

### Representación legislativa
Para la elección de diputados federales a la Cámara de Diputados de México y de diputados locales al Congreso de Durango, el municipio de Pueblo Nuevo se encuentra integrado en los siguientes distritos electorales:
Local:
- VI Distrito Electoral Local de Durango con cabecera en El Salto.[8]

Federal:
- Distrito electoral federal 1 de Durango con cabecera en la ciudad de Victoria de Durango.[9]